# Laura Berja Vega
Laura Berja Vega, née le 5 juillet 1986, est une femme politique espagnole membre du Parti socialiste ouvrier espagnol (PSOE).

## Biographie

### Vie privée
Elle est mariée et mère d'un fils.

### Activités politiques
Elle est élue conseillère municipale de Linares en 2015.
Le 20 juin 2015, Laure Berja devient sénatrice de la circonscription de Jaén. Elle est élue à nouveau en 2015 et 2016.